# لوئیس سینکلایر
لوئیس سینکلایر (انگلیسی: Luis Sinclair؛ زادهٔ ۲۸ سپتامبر ۱۹۴۷) بازیکن بسکتبال اهل پاناما بود.